# Hyperstrotia inordinata
Hyperstrotia inordinata là một loài bướm đêm trong họ Noctuidae.